# 1660年代
1660年代（せんろっぴゃくろくじゅうねんだい）は、西暦（グレゴリオ暦）1660年から1669年までの10年間を指す十年紀。

## できごと
- この頃僧侶鉄牛道機により、下総の椿海干拓、陸地を広げる。
- カリブ海での海賊行為、最高潮に達する。
- この時期よりジャン＝バティスト・リュリ、ルイ14世の寵臣として権勢を振るう。

### 1660年
- 伊達綱宗隠居事件。伊達騒動の始まり。
- イングランドで王政復古。
- サミュエル・ピープス、日記を書き始める（1669年まで）。
- ロバート・フック、フックの法則を発見。
- チベット政府「ガンデンポタン」が本拠をポタラ宮に移動（ - 1959年）。

### 1661年
- 清：康熙帝（聖祖）即位。
- フランス：ルイ14世親政。
- 徳川光圀、水戸藩第2代藩主となる。
- カディス条約締結、北方戦争の終結。

### 1662年
- 鄭成功が台湾のオランダ東インド会社を駆逐。鄭氏政権が発足（ - 1683年）。

### 1663年
- 武家諸法度改正（寛文令）により、キリスト教禁教が明文化される。
- レーゲンスブルクが神聖ローマ帝国の「永続的帝国議会」開催地となる（ - 1806年）。
- アントウェルペン王立芸術学院設立。

### 1664年
- フランス東インド会社、フランス西インド会社設立（東インド会社： - 1769年、西インド会社：-1674年）。

### 1665年
- 第二次英蘭戦争（ - 1667年）。
- イングランド、ペスト大流行。
- アイザック・ニュートンが万有引力を発見。
- ロバート・フックが『顕微鏡図譜』を刊行。初めて「細胞」（Cell）という言葉が使用される。
- 江戸幕府が諸宗寺院法度（寺院･僧侶統制）・諸社禰宜神主法度（神社･神職統制）を発布。

### 1666年
- ロンドン大火。ロンドン市街地の大部分が焼失するが、この時にペスト大流行の原因とされるネズミが大量に焼死したため、ペストの流行は収まる。
- フランス科学アカデミー設立。

### 1667年
- ブレダの和約締結、第二次英蘭戦争終結。
- アンドルソヴォの和約締結、大洪水時代の終結。
- フランス：フランドル戦争（-1668年）。

### 1668年
- アーヘンの和約、フランドル戦争終結。
- イエズス会、布教のためにグアム島や北マリアナ諸島の島々に上陸。
- 北アメリカにコーヒーが持ち込まれる。

### 1669年
- アイヌ民族、シャクシャインの戦いを開始。
- サミュエル・ピープス、失明のため日記の執筆を終了。
- 錬金術師ヘニッヒ・ブラント、燐を発見。